# أين يكمن الخطأ؟
أين يكمن الخطأ؟ صدام الإسلام و الحداثة في الشرق الأوسط (بالإنجليزية: What Went Wrong?: The Clash Between Islam and Modernity in the Middle East)‏ هو كتاب لبرنارد لويس صدر في يناير 2002، بعد وقت قصير من هجمات 11 سبتمبر، ولكنه كتب قبل فترة وجيزة. أطروحة الكتاب هو أنه طوال التاريخ الحديث، بدءا تحديدا مع فشل الدولة العثمانية الثانية في حصار فيينا في 1683، فإن العالم الإسلامي فشل في التحديث أو لمواكبة العالم الغربي في مجموعة متنوعة من النواحي، وأن هذا الفشل قد ينظر الكثيرون في العالم الإسلامي أنه قد مكن القوى الغربية اكتساب مكانة كارثية في فصول الهيمنة على تلك المناطق.
ترجم عماد شيحة الكتاب إلى العربيَّة عام 2007 تحت عنوان «أين يكمن الخطأ؟ صدام الإسلام و الحداثة في الشرق الأوسط».